# Bahnstrecke Gau Odernheim–Osthofen
| Teilstrecke Dittelsheim-Heßloch bis Gau-Odernheim (blau) |                      |                                |                                |
| Streckennummer (DB): | 3564                 |                                |                                |
| Kursbuchstrecke (DB): | zuletzt 662          |                                |                                |
| Kursbuchstrecke: | 274e (1946)          |                                |                                |
| Streckenlänge: | 18,755 km            |                                |                                |
| Spurweite: | 1435 mm (Normalspur) |                                |                                |
| |                      |                                |                                |
| \| \| \| von Bodenheim \| \| \| \| 0,0 \| Gau Odernheim \| Gau Odernheim \| \| \| \| in Gau-Odernheim \| \| \| \| \| nach Alzey \| \| \| \| \| in Gau-Odernheim \| \| \| \| \| in Hillesheim Ortsteil Bahnhof \| \| \| \| 5,4 \| Hillesheim-Dorndürkheim \| Hillesheim-Dorndürkheim \| \| \| 6,6 \| Frettenheim \| Frettenheim \| \| \| \| im Ortsteil Dittelsheim \| \| \| \| 9,3 \| Dittelsheim-Heßloch \| Dittelsheim-Heßloch \| \| \| 12,5 \| Monzernheim \| Monzernheim \| \| \| 14,9 \| Bechtheim \| Bechtheim \| \| \| \| von Mainz \| \| \| \| \| Bahnstrecke Osthofen–Westhofen \| \| \| \| 18,8 \| Osthofen \| Osthofen \| \| \| \| nach Guntersblum \| \| \| \| \| nach Ludwigshafen \| \| |                      |                                |                                |
| Strecke (außer Betrieb) |                      | von Bodenheim                  | von Bodenheim                  |
| Bahnhof (Strecke außer Betrieb) | 0,0                  | Gau Odernheim                  | Gau Odernheim                  |
| Bahnübergang (Strecke außer Betrieb) |                      | in Gau-Odernheim               | in Gau-Odernheim               |
| Abzweig geradeaus und nach rechts (Strecke außer Betrieb) |                      | nach Alzey                     | nach Alzey                     |
| Bahnübergang (Strecke außer Betrieb) |                      | in Gau-Odernheim               | in Gau-Odernheim               |
| Bahnübergang (Strecke außer Betrieb) |                      | in Hillesheim Ortsteil Bahnhof | in Hillesheim Ortsteil Bahnhof |
| Bahnhof (Strecke außer Betrieb) | 5,4                  | Hillesheim-Dorndürkheim        | Hillesheim-Dorndürkheim        |
| Haltepunkt / Haltestelle (Strecke außer Betrieb) | 6,6                  | Frettenheim                    | Frettenheim                    |
| Bahnübergang (Strecke außer Betrieb) |                      | im Ortsteil Dittelsheim        | im Ortsteil Dittelsheim        |
| Bahnhof (Strecke außer Betrieb) | 9,3                  | Dittelsheim-Heßloch            | Dittelsheim-Heßloch            |
| Haltepunkt / Haltestelle (Strecke außer Betrieb) | 12,5                 | Monzernheim                    | Monzernheim                    |
| Bahnhof (Strecke außer Betrieb) | 14,9                 | Bechtheim                      | Bechtheim                      |
| Abzweig ehemals geradeaus und von links |                      | von Mainz                      | von Mainz                      |
| Abzweig geradeaus und ehemals von rechts |                      | Bahnstrecke Osthofen–Westhofen | Bahnstrecke Osthofen–Westhofen |
| Bahnhof | 18,8                 | Osthofen                       | Osthofen                       |
| Abzweig geradeaus und nach links |                      | nach Guntersblum               | nach Guntersblum               |
| Strecke |                      | nach Ludwigshafen              | nach Ludwigshafen              |

Die Bahnstrecke Gau Odernheim–Osthofen war eine Nebenbahn von Gau-Odernheim nach Osthofen.

## Geografische Lage
Die Strecke lag in Rheinhessen und verband den Bahnhof Gau-Odernheim an der Bahnstrecke Alzey–Bodenheim und den Bahnhof Osthofen an der Bahnstrecke Mainz–Mannheim.

## Geschichte

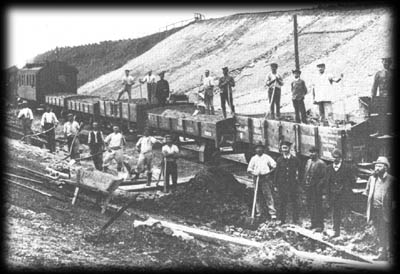
Arbeiten bei Dittelsheim-Heßloch

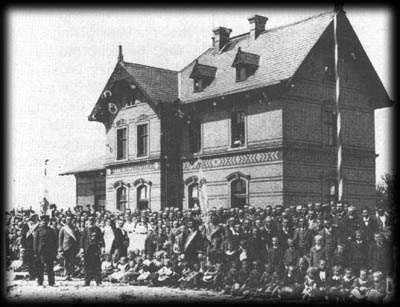
Bahnhof in Dittelsheim-Heßloch am Eröffnungstag (15. Mai 1897)

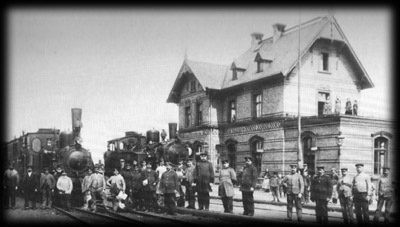
Bahnhof in Gau-Odernheim (1904)

Der Bau der Strecke wurde von der Hessischen Ludwigsbahn begonnen, die zum 1. April 1897 in der Preußisch-Hessischen Eisenbahngemeinschaft aufging. Die Strecke wurde am 17. Mai 1897 eröffnet. Am 10. Februar 1914 wurden „mit Eintritt der Dunkelheit“ auf der gesamten Strecke neue „Doppellichtvorsignale“ in Betrieb genommen, die dem heute noch gebräuchlichen Modell des Formsignals entsprachen.
Am 20. September 1919 kam es bei einem Güterzug bei Bechtheim zu einer Zugtrennung und die hinteren sechs Wagen liefen im Gefälle der Strecke hinunter bis in den Bahnhof Osthofen. Dort prallten sie auf den hinteren Teil eines Personenzuges, der abfahrbereit im Bahnhof stand und nach Worms fahren sollte. Dessen letzter Wagen wurde zertrümmert, die Trümmer gerieten in Brand. Den meisten Reisenden gelang es vor dem Aufprall noch, den Zug zu verlassen. Zwei Menschen starben, zwei weitere wurden schwer verletzt.
Zum Wechsel in den Sommerfahrplan 1954 wurde der Betrieb auf der Strecke auf Vereinfachten Nebenbahndienst umgestellt. Zum 1. Juli 1968 wurde der Bahnhof Dittelsheim-Heßloch in einen unbesetzte Haltepunkt umgewandelt. Für Hillesheim-Dorndürkheim war das auch geplant, die bereits angeordnete Maßnahme wurde aber rückgängig gemacht. Es war aber kein Personal mehr vor Ort. 1969 wurde der Bahnhof Bechtheim in einen unbesetzten Haltepunkt umgewandelt.
Der Personenverkehr wurde am 29. September 1974 stillgelegt. Der Güterverkehr folgte abschnittsweise. Zuletzt wurde die Strecke nur noch im Herbst und im Winter während der Rübenkampagne benutzt. Der Güterverkehr Dittelsheim-Heßloch–Monzernheim wurde zum 1. April 1976 eingestellt, Monzernheim–Bechtheim zum 27. Mai 1983, Bechtheim–Osthofen am 31. Dezember 1985. Ab dem 28. Februar 1990 fuhren auch zwischen Hillesheim-Dorndürkheim und Dittelsheim-Heßloch keine Güterzüge mehr, und zum 31. Dezember 1992 wurde auch der Restverkehr zwischen Gau-Odernheim und Hillesheim-Dorndürkheim eingestellt. Der Rückbau der Strecke erfolgte 1998.

## Geplante Nachnutzung
Die Gemeinde Gau-Odernheim plante auf dem ehemaligen Streckenabschnitt nach Hillesheim einen Radweg anzulegen. Dies scheiterte jedoch, nachdem ein Untersuchungsgutachten auf der ehemaligen Bahntrasse ein Biotop mit Eidechsen festgestellt hatte. Die Alternative, einen parallel verlaufenden Wirtschaftsweg auszubauen, war hingegen nicht finanzierbar. Zwischenzeitlich konnte ein Radweg über Wirtschaftswege zwischen Gau-Odernheim und Hillesheim realisiert werden.